# Альфа-тест (фильм)
Альфа-тест (англ. The Alpha Test) — научно-фантастический триллер 2020 года, исследующий этику искусственного интеллекта через призму конфликта между роботом-помощником и его владельцами. Фильм принадлежит к поджанру «мятеж машин», но фокусируется на психологических и социальных аспектах, а не на масштабных боевых действиях.

## В ролях
| Актёр          | Роль                     |
| -------------- | ------------------------ |
| Рей Хант       | Альфа                    |
| Элис Рейвер    | Мими                     |
| Белла Мартин   | Лили                     |
| Мак Байда      | сосед                    |
| Бред Белемджян | Джейди                   |
| Лейси Хартсел  | Лиллиан                  |
| Винн Райхерт   | Роб                      |
| Дебора Зайдель | Ким                      |
| Дэвид Дитмор   | Сноб из Винного Магазина |